# Главное адмиралтейство
Зда́ние Гла́вного адмиралте́йства — комплекс адмиралтейских построек в Санкт-Петербурге на 2-м Адмиралтейском острове, расположенный на берегу реки Нева, значительный памятник архитектуры русского классицизма. Изначально построенный в качестве верфи, подвергался перестройке в XVIII—XIX веках.
С 1718 года здесь располагалась Адмиралтейств-коллегия (с 1827 — Адмиралтейств-совет), в 1709—1939 годах — Модель-камера (с 1805 года — Морской музей). С 2012 года здесь находится Главное командование ВМФ России.
Кораблик на шпиле здания рассматривается как один из исторических символов города наряду с Медным всадником и ангелом на шпиле Петропавловского собора Петропавловской крепости. Адмиралтейская игла запечатлена на медали «За оборону Ленинграда».

## Адмиралтейская крепость, построенная по чертежам Петра I
Изначально Санкт-Петербургское адмиралтейство строилось как верфь по чертежам, подписанным лично Петром I. Было заложено 5 (16) ноября 1704 года, о чём сохранилась следующая запись: 

Заложили Адмиралтейский дом и были в остерии и веселились, длина 200 сажен, ширина 100 сажен.
— Походный журнал Петра
Подготовительные работы были закончены в рекордно короткий срок: в начале 1705 года на верфи были возведены основные постройки и на эллингах заложены первые корабли.
Так как в условиях Северной войны необходимо было защищать верфь, в 1706 году адмиралтейство представляло собой крепость: постройки были ограждены земляным валом с пятью земляными же бастионами, по периметру были прорыты рвы, заполненные водой, и сделана насыпь гласиса. Эспланада — обширный, свободный от построек луг для обзора местности обстрела в случае внезапного нападения противника, простиралась до современной Малой Морской улицы.
10 мая (29 апреля) 1706 года, после завершения строительства прама с 18 пушками, состоялся первый спуск корабля на воду.
К 1715 году в этом подразделении Адмиралтейского приказа работало около десяти тысяч человек.
В то время адмиралтейство представляло собой одноэтажное мазанковое строение, расположенное в виде сильно растянутой буквы «П», раскрытой в сторону Невы. В здании размещались склады, мастерские, кузницы, а также службы адмиралтейского ведомства. Двор был занят эллингами для строительства парусных кораблей, по его периметру был внутренний канал (засыпан в 1817 году). Канал Адмиралтейства носил как оборонительную, так и транспортную функции: соединяясь с Адмиралтейским каналом, он был интегрирован в сеть городских каналов, по нему доставлялись строевой лес из Новой Голландии и другие стройматериалы.

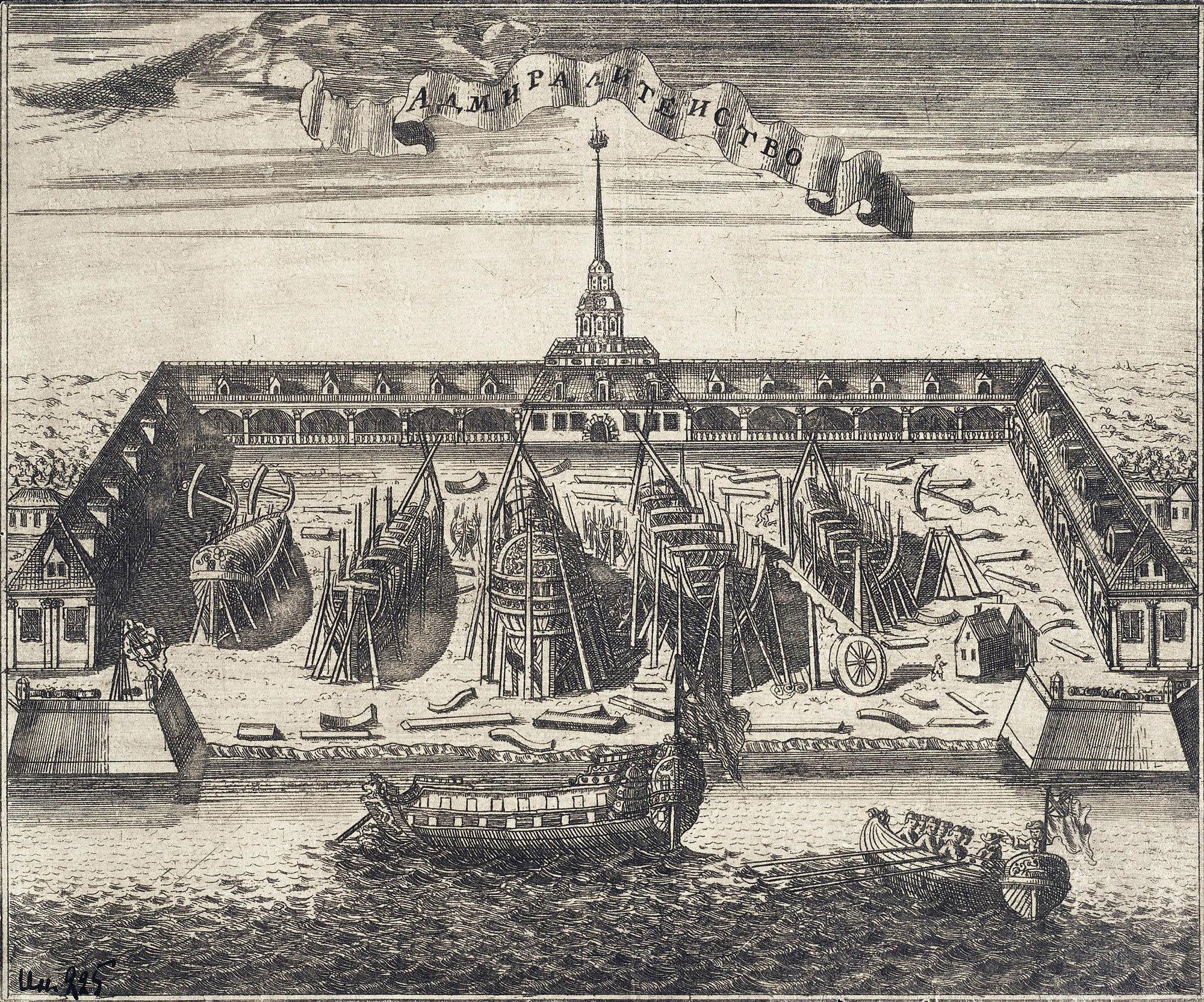
Адмиралтейство на гравюре 1716 года

### Модель-камера
В 1709 году по распоряжению Петра I в Адмиралтействе была основана модель-камера (нидерл. model-kammer — комната моделей, кладовая образцов), где хранились корабельные чертежи и модели. Согласно «Регламенту о управлении адмиралтейства и верфи» 1722 года, в модель-камере сохранялись модели всех судов, здесь построенных: «Когда зачнут который корабль строить, то надлежит приказать тому мастеру, кто корабль строит, сделать половинчатую модель на доске, и оную купно с чертежом по спуске корабля, отдать в коллегию Адмиралтейскую». В 1805 году модель-камера была преобразована в Морской музеум (с 1908 года — имени Петра Великого), существовавший здесь до 1939 года.

## Архитектура

### Здание 1711 г.
В 1711 году была произведена первая перестройка Адмиралтейства. В 1719 году была реализована идея вертикальной доминанты: над воротами был установлен металлический шпиль с корабликом, водружённый голландским мастером Харманом ван Болосом:

Шпиц адмиралтейский достроить всякою столярною и плотничною работою и укрепить своими мастеровыми людьми и на оном шпице поставить яблоко и корабль и поверху его корону, доделать же внутри и с лица того шпица окошки, двери: Балясы и лестницы со всем в отделку самым добрым и чистым мастерством.— приказ, полученный ван Болосом от Адмиралтейств-коллегии.

#### Кораблик

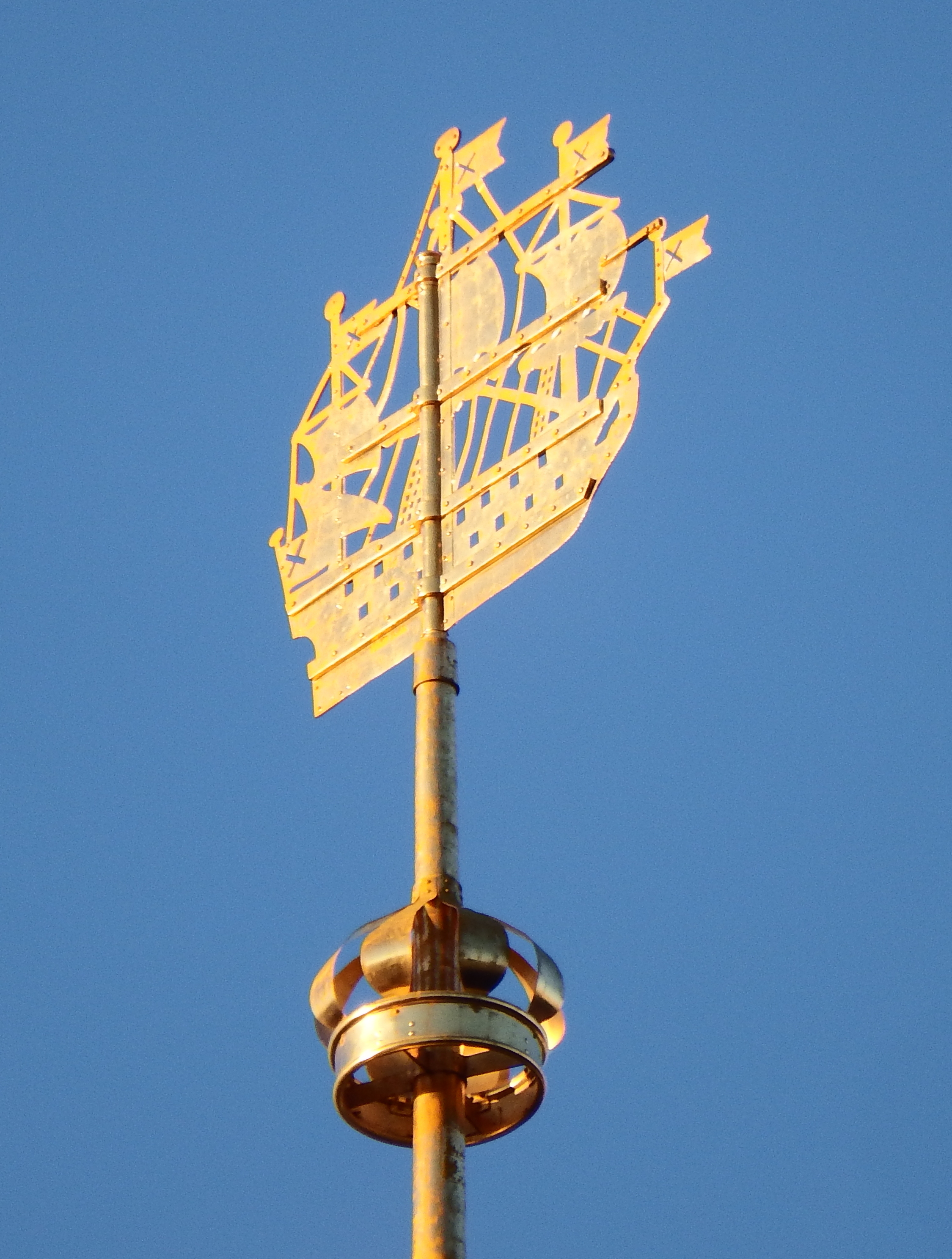

Кораблик на шпиле здания является одним из символов Санкт-Петербурга.
Наиболее вероятно, что прообразом кораблика стал линейный корабль «Ингерманланд» — современнейший на то время и бывший самым любимым военным кораблём Петра I, построенный в 1712—1715 годах и ходивший под штандартом Петра I. Кроме исторической важности «Ингерманланда», в пользу версии того, что именно он послужил прототипом Адмиралтейского кораблика, является полное сходство их силуэтов, такелажного и орудийного устройства. Устаревшая версия о том, что прототипом Адмиралтейского кораблика послужил фрегат «Орёл», опровергается несоответствием архитектуры корабля (у фрегата «Орёл» грот- и бизань-мачты были расположены близко друг к другу, а не на пропорциональном расстоянии, как на «Ингерманланде» и Адмиралтейском кораблике). Также маловероятно, что в качестве прототипа был использован «Орёл», по причине отсутствия его достоверных изображений (кроме единственной небольшой гравюры) и бесславной гибели фрегата.
Согласно легенде, три флага на мачтах кораблика были выполнены из чистого червонного золота, а в носовой части хранилась личная буссоль Петра I.
Оригинальный кораблик простоял на шпиле до 1815 года, когда во время ремонта был заменён на новый, при этом оригинальный кораблик ван Болоса был утерян. Второй кораблик простоял 71 год: в 1886 году при очередном ремонте шпиля он был снят и заменён на точную копию; оригинал, вес которого 65 кг, длина — 192 см и высота — 158 см, был помещён в экспозицию находившегося здесь же Морского музея.
Здание Адмиралтейства производило впечатление на людей той эпохи:

На Адмиралтействе, красивом и огромном здании, находящемся в конце этой дороги, устроен прекрасный и довольно высокий шпиц, который выходит прямо против проспекта— Фридрих-Вильгельм фон Берхгольц, камер-юнкер в свите герцога Голштейн-Готторпского. Запись в дневнике от 23 июня (4 июля) 1721 года
.

### Здание 1738 года

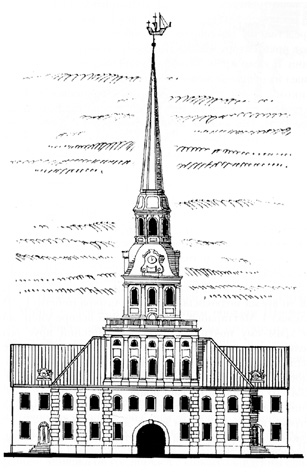
Башня адмиралтейства. Архит. И. Коробов. 1730-е гг. Реконструкция.

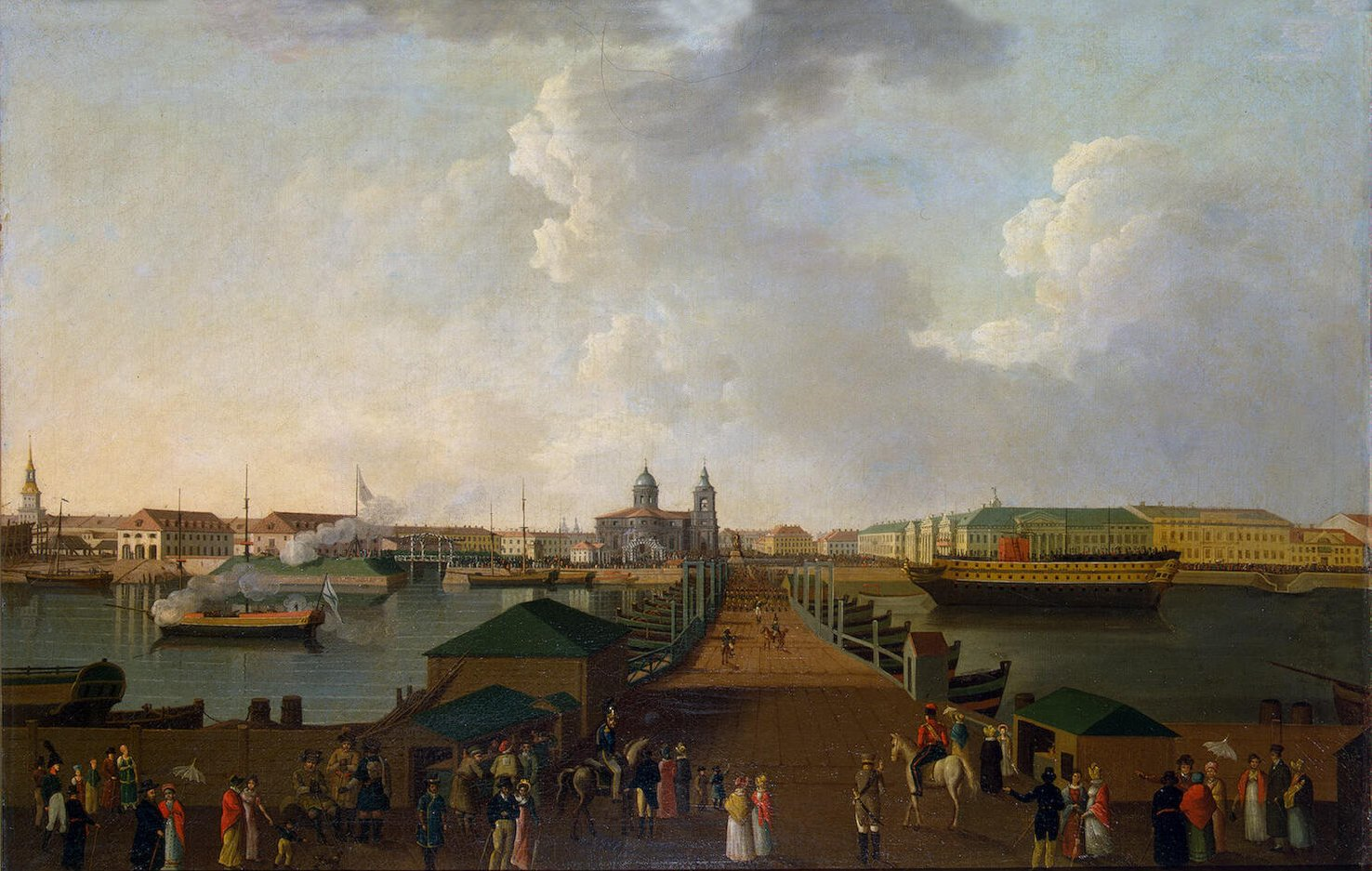
Адмиралтейство на картине Б. Патерсена. 1803 год

В 1732—1738 годах архитектор И. К. Коробов построил каменное здание Адмиралтейства. Зодчему удалось, сохранив прежний план, придать сооружению монументальность, отвечавшую его градообразующей функции. В центре, над воротами, была построена стройная центральная башня с позолоченным шпилем, позднее, с лёгкой руки гениального А. С. Пушкина, получившая название: «Адмиралтейская игла» (согласно некоторым свидетельствам, на позолоту шпиля были пущены золотые дукаты, полученные Петром I в подарок от Соединённых провинций). На 72-метровую высоту был вознесён кораблик-флюгер, здесь он находится до наших дней.
В 1740-х годах пространство вокруг Адмиралтейства использовалось для военных учений и как пастбище для скота. По праздникам Адмиралтейский луг становился местом общегородских гуляний и ярмарок; здесь устанавливались карусели, балаганы, катальные горки.
Также было упорядочено пространство вокруг адмиралтейства: в 1760-х годах архитектором Андреем Квасовым были определены границы центральных площадей, окружающих здание Адмиралтейства.
Пространство к югу от адмиралтейства именовалось Адмиралтейским лугом до середины XVIII века, На Адмиралтейском лугу проходили учения солдат и устраивались народные гулянья.
Во второй половине XVIII века крепостной канал сильно загрязнился и стал скапливать сточную грязную воду.
Императрица Елизавета Петровна в середине XVIII века приказала канал регулярно чистить, а луг замостить.
Полностью Адмиралтейский луг был замощен только к концу царствования Екатерины II (в последней четверти XVIII века).
К этому времени южная часть луга была застроена, и определились границы Адмиралтейской площади перед главным фасадом Адмиралтейства.

### Здание 1823 года

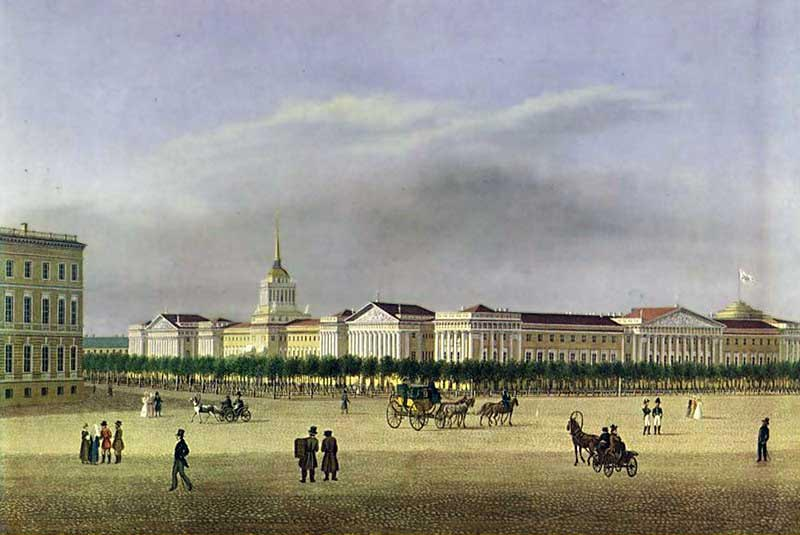
Вид от Дворцовой площади на Адмиралтейство. 1810-е гг. Литография И. Барта

К началу XIX века старое здание Адмиралтейства уже не соответствовало его центральному расположению в городе. К востоку находилось незастроенное пространство, которое доходило до реки Мойки, вдоль которой шла Большая Луговая улица. Три главных магистрали города (идея генерал-фельдмаршала Б. К. Миниха и архитектора П. М. Еропкина по плану 1737 года) — (Невский проспект, Гороховая улица и Вознесенский проспект) — сходились к Адмиралтейству тремя лучами, но силуэт старого здания был недостаточен для роли высотной доминанты городского центра. «Именно Адмиралтейство, этот громадный протяжённый массив, расположенный в средней части площади, держит всю эту систему "трёх площадей", объединяя собой набережную, Дворцовую и Сенатскую площади и лучевые магистрали проспектов».
В 1806 году архитектор Андреян Захаров предложил свой проект. По окончании Императорской Академии художеств в Санкт-Петербурге, Захаров в 1782—1786 годах обучался в Париже у Жана-Франсуа Шальгрена, испытал влияние мегаломании К.-Н. Леду. Фортификационные сооружения у верфи были уничтожены, на их месте разбит бульвар (сейчас на этом месте расположен Александровский сад). Сохранив конфигурацию плана уже существовавшего здания, Захаров распланировал новое, грандиозное сооружение. Перестраивая старое здание, возведенное И. К. Коробовым, Захаров бережно сохранил затею петровского времени — золочёный шпиль с корабликом.
Главный фасад П-образного в плане здания растянулся на 407 м в линию с Зимним дворцом, боковые фасады — на 140 м. Чтобы избежать монотонности, архитектор применил трехчастную композицию, умело разработав боковые ризалиты портиками, а на центральную башню смело водрузил «стрелу, похожую на мачту золотого корабля».
Французский поэт, эстет и художественный критик Теофиль Готье, посещавший Россию дважды, в 1858—1859 и в 1861 годах, не мог понять идею водружения «голландской мачты на крышу греческого храма», он посчитал это грубой эклектикой. Башню Захаров действительно опоясал колоннадой ионического ордера. Нижний «куб», прорезанный центральной аркой, повторен в композиции боковых павильонов, выходящих на Неву. В этом мотиве очевидно влияние его учителя Шальгрена и французской школы мегаломанов.

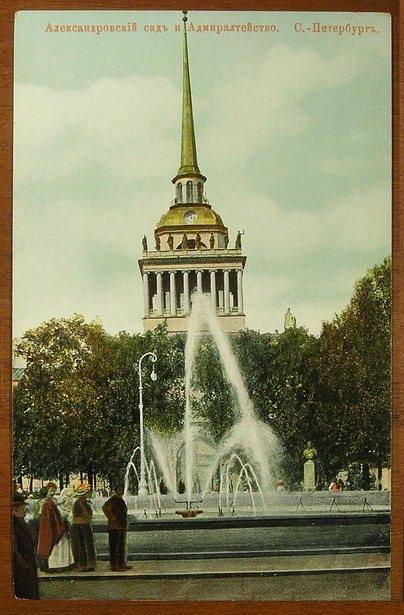
Александровский сад и Адмиралтейство. Старинная открытка

Павильоны, обращённые к Неве, перекликаются с основанием центральной башни и увенчаны флагштоками с изваяниями дельфинов. Высота башни равна 72 метрам, причём 23 метра приходятся на шпиль. Приём сочетания кубических объёмов с арками связан с традициями как западноевропейской, так и древнерусской архитектуры. Мощно перекинутые полуциркульные арки мы видим в произведениях Рафаэля («Афинская школа»), архитектурных проектах Донато Браманте, и на фантастических гравюрах Джованни Баттиста Пиранези, воспевавшего красоту архитектуры Древнего Рима. Композиция из кубических объёмов с колонными портиками, увенчанных башней со шпилем, типична для архитектуры русского классицизма. Она восходит к древнерусской схеме «восьмерик на четверике», сложившейся сначала в деревянном, а потом и в каменном зодчестве.
В разработке фасадов здания Главного Адмиралтейства в Петербурге Андреян Захаров нашёл удачный прием: сложный ритм, основанный на разном «шаге» чередования осей оконных проемов, простенков и колонн портиков. Вместе с выступающими ризалитами этот синкопированный ритм создаёт разнообразные ощущения.
В создании скульптурного убранства здания принимали участие Степан Степанович Пименов, Иван Иванович Теребенёв. Василий Иванович Демут-Малиновский, Артемий Анисимович Анисимов, Феодосий Фёдорович Щедрин. При разработке проекта архитектор определил общую композицию: размещение скульптур и рельефов, раскрывающих главную тему: могущество морского флота России.
Аттик центральной башни здания Адмиралтейства оформлен горельефом «Заведение флота в России», выполненным И. И. Теребенёвым. По сторонам от главной арки — удивительные по красоте скульптурные группы «Нимф, несущих небесную и земную сферы» — идея и эскиз архитектора Захарова, модели академического скульптора Ф. Ф. Щедрина (1812—1813). Над аркой и фигурами нимф расположены летящие гении Славы работы И. И. Теребенёва. Им же выполнены горельефы с изображением летящих Слав двух Невских павильонов. На замковых камнях наличников окон — маскароны Нептуна (бога морей), наяд и тритонов (его свиты, скульптор Ф. Ф. Щедрин). Летящие Славы, трубящие победу, повторены на симметричных Невских павильонах.
Фигуры нимф вытесаны из пудостского камня в мощном лапидарном стиле, но с изысканной пластикой и «музыкальным движением». Архитектор и скульптор создали оригинальную композицию, в которой соединены разные темы классического искусства: образ морских нимф и кариатид — женских фигур, несущих тяжесть архитектурного перекрытия. Однако античные кариатиды, или коры, никогда не были связаны с изображением небесной или земной сфер. Эта тема ассоциируется с древнегреческим мифом об Атланте, держащем на своих плечах небесный свод (мотив Атланта, несущего небесную сферу, известен по позднеантичной скульптуре из Неаполитанского музея). Русские художники соединили этот мотив с образами изящных нимф или трёх граций. В результате остроумно обыгран диссонанс —хрупкие и нежные фигуры нимф выполняют тяжелый труд атлантов. Это противоречие разрешается за счёт пластики — кругового движения, хоровода нимф, зрительно соотносящегося с формой сфер на их плечах.
По углам нижнего куба центральной башни расположены четыре сидящие фигуры античных воителей: Ахилла, Аякса, Пирра и Александра Македонского (по моделям Ф. Ф. Щедрина). Выше, на колоннаде, — статуи четырёх времен года, четырёх ветров и четырёх стихий, к которым добавлены фигуры египетской Исиды, покровительницы мореплавания, и Урании, древнегреческой музы астрономии. Все фигуры повторены дважды, дабы получилось 28 статуй по числу колонн (С. С. Пименов, В. И. Демут-Малиновский, А. А. Анисимов). Не сохранились уничтоженные в 1860-х годах аллегорические фигуры «лежащих рек» перед портиками главного фасада и двенадцати месяцев по углам треугольных фронтонов. С постаментов перед невскими павильонами были сняты временные гипсовые модели фигур, олицетворяющих четыре части света: Азии, Европы, Африки и Америки (планируется их восстановление). Можно только представить, каким было бы здание, если бы удалось полностью осуществить его скульптурное убранство. Довоенная программа скульптурного убранства здания Адмиралтейства отражает идею торжества России на земле и море. После победы в Отечественной войне 1812 года эта программа обрела новый смысл. Отсюда ассоциации убранства здания со стилем ампир, хотя вначале этот стиль не имелся в виду. Даже «петровский шпиц» в новом историческом контексте стал восприниматься по-ампирному.
Из интерьеров здания 1823 года сохранились вестибюль с парадной лестницей, зал собраний и библиотека. Суровая строгость монументальных архитектурных форм смягчена обилием света и исключительным изяществом отделки.

## История эксплуатации

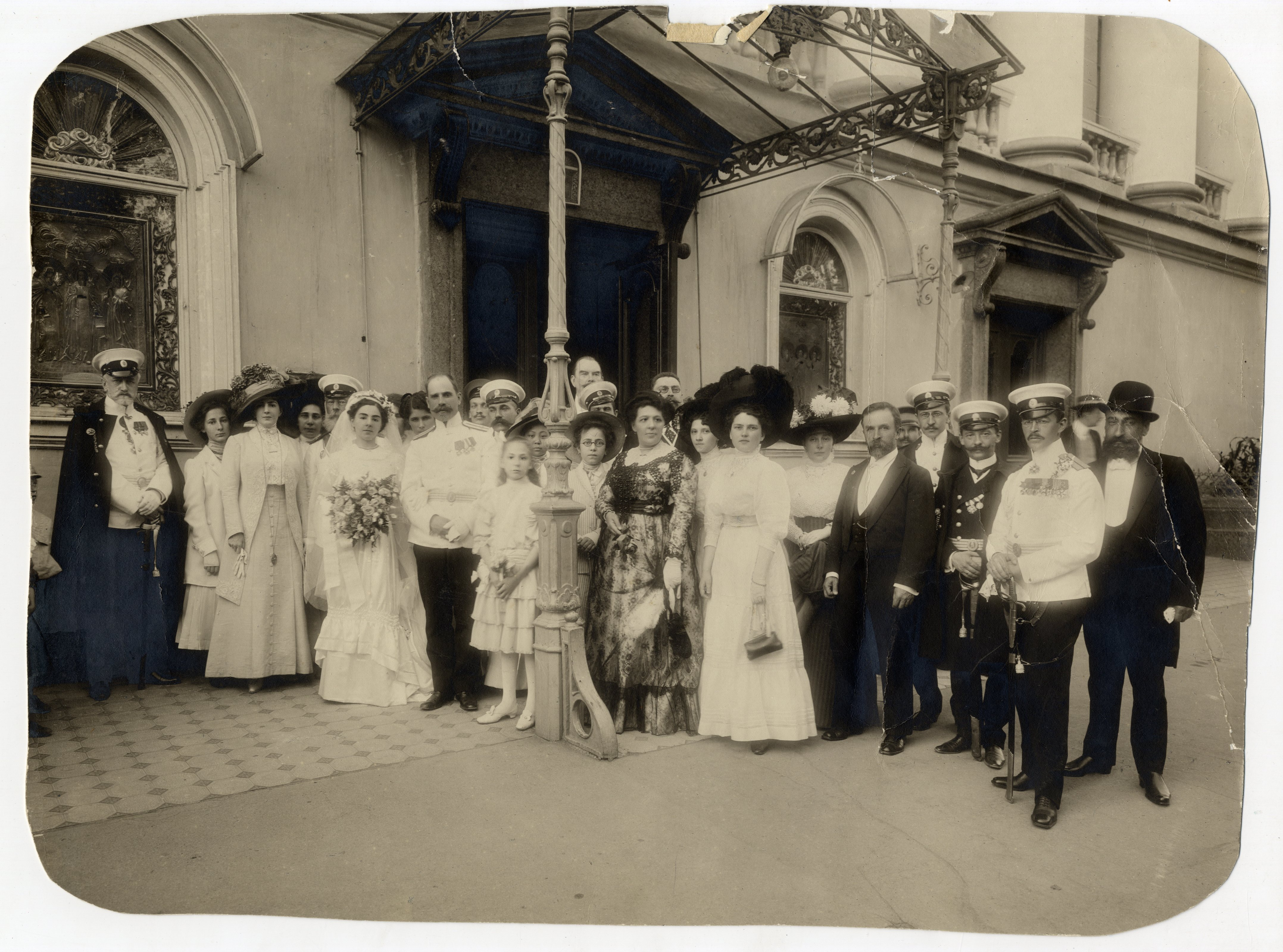
Свадьба Г. Я. Седова. Санкт-Петербург, 1910 год, возле Адмиралтейского собора (здание Главного Адмиралтейства). За спиной невесты — Ф. К. Дриженко. Слева сзади за Ф. К. Дриженко стоит его жена — Наталия Ивановна Дриженко, а ещё левее — две дочери. Крайний слева — А. И. Варнек

Строительство парусных кораблей на Адмиралтейской верфи продолжалось до 1844 года. В дальнейшем в здании остались только учреждения флота: Морское министерство, Главный морской штаб, Главное гидрографическое управление, Адмиралтейский собор. В 1709—1939 годах в нём размещался Военно-морской музей.
С июня 1917 года здесь находился Центрофлот — центральный демократический орган флота, поддерживающий Временное правительство.
В результате Октябрьской революции он был распущен, и 26 октября по инициативе В. И. Ленина был создан Военно-морской революционный комитет (ВМРК), мобилизовавший силы флота на создание и упрочение Советского государства. ВМРК помещался в крыле Адмиралтейства, обращенном к Медному всаднику.
С 1925 по 2009 годы в комплексе зданий дислоцировались Высшее военно-морское инженерное училище имени Ф. Э. Дзержинского и штаб Краснознамённой Ленинградской военно-морской базы.
В 1932—1933 годах в здании адмиралтейства также размещалась Газодинамическая лаборатория — первое в СССР конструкторское бюро по разработке ракетных двигателей.
Здание Адмиралтейства изображалось на знаках об окончании Ленинградского механического института.
Изображено на путепроводе «Мост Победы» (на декоративной композиции «Слава русскому оружию»).

## Сохранность и реставрация

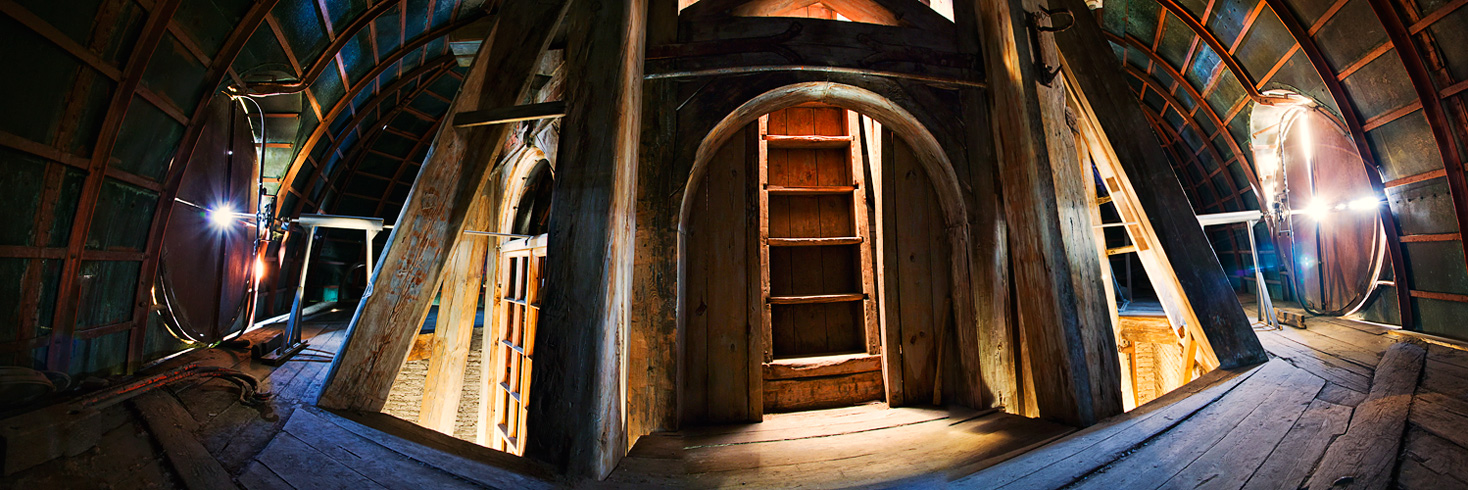
Внутри башни Адмиралтейства. Круги справа и слева — обратная сторона часовых циферблатов. Деревянная конструкция в центре — сохранившаяся старая башня

Во время блокады Ленинграда шпиль Адмиралтейства был зачехлён; укрытие было снято 30 апреля 1945 года.
Реставрационные работы в здании проводились в 1928, 1977 и в 1997—1998 гг. В 1977 году, при золочении шпиля, в шар под корабликом был установлен специальный ларец, куда положили проект Конституции СССР.

## Современность

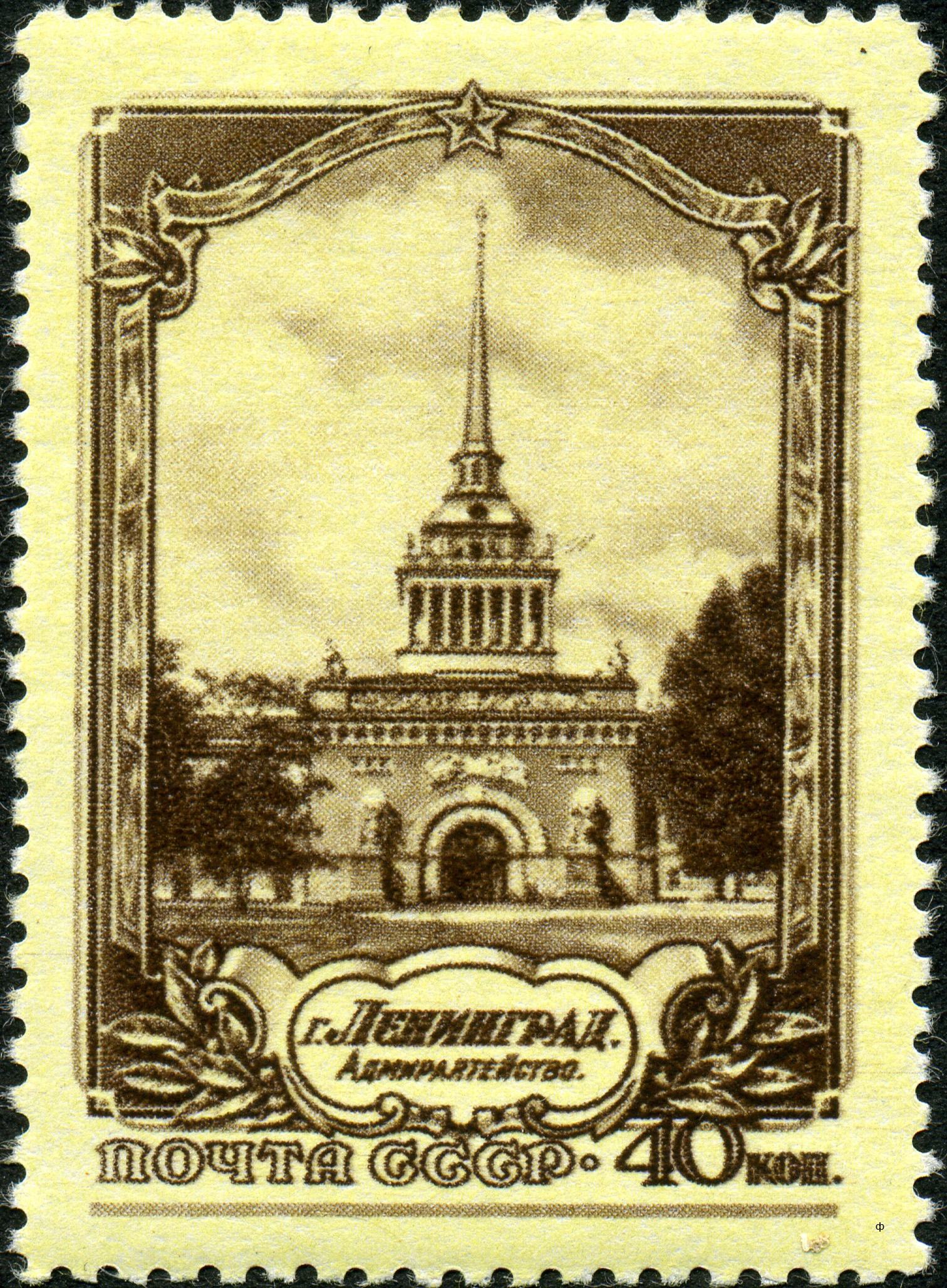
Адмиралтейство на почтовой марке СССР, 1953 года

В постсоветское время неоднократно возникали различные проекты по новому использованию помещений адмиралтейства. Так, в 2006 году выдвигалось предложение переместить сюда, на ограниченную площадь, Центральный военно-морской музей, в здании которого правительство Санкт-Петербурга планировало открыть нефтяную биржу. Осенью 2007 года появилось предложение разместить в адмиралтействе командование Военно-морского флота. Между тем в том же году жителями города было замечено, что башня Адмиралтейства дала трещину. Ситуация разбирается в КГИОП
В 2009 году Военно-морское училище и штаб Ленинградской военно-морской базы выехали из здания (штаб Ленинградской военно-морской базы был переведен в Кронштадт). 31 октября 2012 года состоялся официальный переезд Главного штаба ВМФ в здание Адмиралтейства, в тот же день на здании был поднят Андреевский флаг, официально символизирующий присутствие здесь высшего военно-морского командования. Решение о переезде Главного штаба ВМФ из Москвы в здание Адмиралтейства критиковали в январе 2008 года в своем открытом письме 63 адмирала и старших офицера ВМФ.
25 декабря 2013 года в Адмиралтействе, в башне со шпилем на пересечении Адмиралтейской набережной и Дворцового проезда, был открыт храм святителя Спиридония Тримифунтского (крестом храма будет являться Андреевский стяг, развевающийся над башенкой). На открытии храма присутствовало командование ВМФ во главе с Виктором Чирковым, по мнению которого, это событие было приурочено к спуску второго ракетоносца проекта Борей.

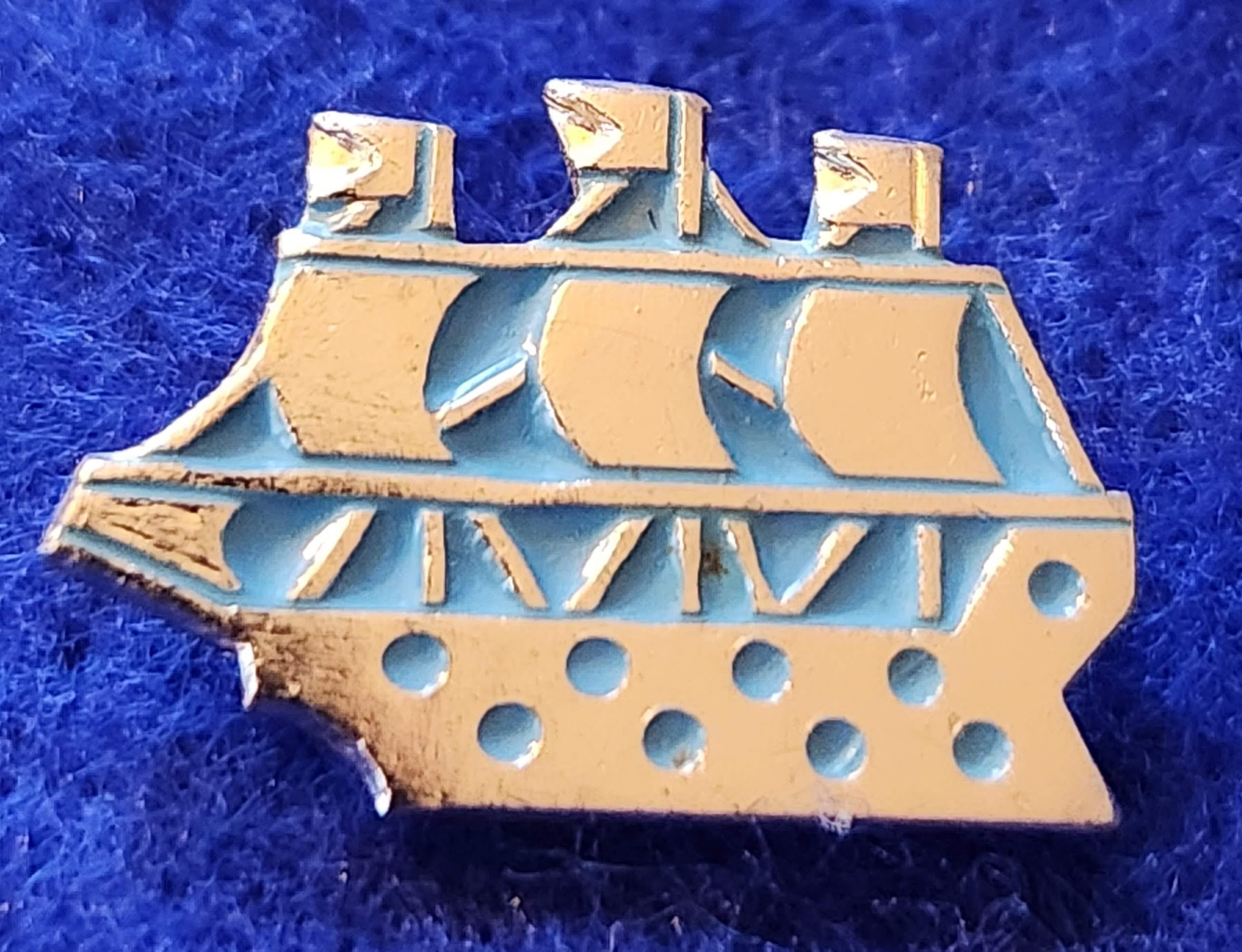
Кораблик шпиль Адмиралтейства значок

В конце января 2014 года тогдашний министр обороны Российской Федерации Сергей Шойгу одобрил концепцию приспособления комплекса зданий Адмиралтейства для нужд ВМФ: внутренние дворы здания предлагается накрыть прозрачным куполом, а между историческими корпусами перекинуть стеклянные переходы.

## В литературе и искусстве
- «Адмиралтейство» Осипа Мандельштама